# Пастух, Анна Григорьевна
Анна Григорьевна Пастух (15 марта 1928 года — 22 мая 2018 года) — доярка государственного племенного завода «Большое Алексеевское» Ступинского района Московской области. Герой Социалистического Труда (1971).
С 16-летнего возраста трудилась дояркой на племенном заводе «Большое Алексеевское» Ступинского района.
В 1970 году досрочно выполнила личные социалистические обязательства Восьмой пятилетки по надою молока. Указом Президиума Верховного Совета СССР от 8 апреля 1971 года «за успехи, достигнутые в развитии сельскохозяйственного производства и выполнении пятилетнего плана продажи государству продуктов земледелия и животноводства» удостоен звания Героя Социалистического Труда с вручением ордена Ленина и золотой медали «Серп и Молот».
Трудилась на племенном заводе «Большое Алексеевское» дояркой до 1983 года.
Скончалась в 2018 году.
Награды
- Герой Социалистического Труда
- Орден Ленина
- Орден Трудового Красного Знамени (04.09.1949)
- В 1989 году её имя занесено в Книгу почёта Ступинского района